# Clara Moneke
Clara Onyinyechukwu Mariano Moneke (São Paulo, 16 de diciembre de 1998) es una actriz y modelo brasileña. Obtuvo notoriedad al interpretar el personaje de Kate en la telenovela Sólo Confía, de TV Globo.

## Biografía
Clara Moneke nació en el barrio de Santa Cecília, en São Paulo, pero se mudó a Campo Grande, Zona Oeste de Río de Janeiro, a los cuatro años. Es hija de madre brasileña y padre nigeriano. La madre de Clara, Marilene Pereira Mariano, falleció en 2020 víctima de un derrame cerebral.

## Carrera
Comenzó a estudiar teatro a los siete años. Realizó cursos de diseño de vestuario y payaso. Luego de diez años de dedicación al oficio artístico, en 2017 Clara decidió ingresar a la Facultad de Hospitalidad de la Universidad Federal Rural de Río de Janeiro, en Seropédica.
Durante una pasantía, conoció al cantante Marcelo D2, quien la invitó a audicionar para el elenco de la serie Amar é para os fortes, de Prime Video, creada por el artista en sociedad con Antonia Pellegrino. El rodaje tuvo lugar en 2022.
Posteriormente, la actriz grabó la película Eu Sou Maria, dirigida por Clara Linhart y con guion de Sônia Rodrigues.
Programado para estrenarse en 2023, Clara también participa en el largometraje Nosso Sonho, que cuenta la vida del dúo Claudinho & Buchecha. En la película, la actriz interpreta a Vanessa, la esposa de Claudinho (interpretado por el ex miembro de BBB Lucas Penteado), fallecido en 2002.
El papel en Sólo confía llegó a través de un mensaje en Instagram de la productora de casting Patrícia Rache. En la trama, escrita por Rosane Svartman, Clara interpreta al personaje de Kate, una joven de los suburbios de Río y todo lo contrario de su mejor amiga, Jenifer (Bella Campos). El éxito fue tal que se convirtió en uno de los personajes más queridos por el público de la telenovela y fue invitada a retomar el papel en una participación en la serie Encantado's. Además, Clara consiguió más de 500 mil seguidores en sus redes sociales.

## Filmografía

### Cine
| Año  | Título        | Personaje |
| ---- | ------------- | --------- |
| 2023 | Nuestro sueño | vanessa   |
| -    | Soy María     | -         |

### Televisión
| Año  | Título             | Personaje           | Los grados                |
| ---- | ------------------ | ------------------- | ------------------------- |
| 2022 | Sistema en Colapso | Aissa Mwale         | "Episodio 1" "Episodio 2" |
| 2023 | Sólo confía        | Kate Cristina Ramos | [ 17 ] [ 18 ]             |
| 2023 | Encantado's        | Kate Cristina Ramos | [ 19 ] [ 20 ]             |

## Premios y nominaciones
| Año  | Premios          | Categoría              | Trabajo     | Resultado  |
| ---- | ---------------- | ---------------------- | ----------- | ---------- |
| 2023 | SEC Awards       | Amor del año           | Sólo confía | Nominada   |
| 2023 | BreakTudo Awards | Enamoramiento nacional | Sólo confía | En proceso |